# Bertholdia crocea
Bertholdia crocea är en fjärilsart som beskrevs av William Schaus 1910. Bertholdia crocea ingår i släktet Bertholdia och familjen björnspinnare. Inga underarter finns listade i Catalogue of Life.